# Femke Wiersma
Femke Wiersma, née le 29 décembre 1984 à Dokkum (Pays-Bas), est une femme politique néerlandaise. Membre du Mouvement agriculteur-citoyen (BBB), elle est ministre de l'Agriculture, de la Pêche, de la Nature et de la Qualité alimentaire dans le cabinet de Dick Schoof depuis le 2 juillet 2024.

## Biographie
Femke Wiersma sert dans la marine royale néerlandaise. Elle complète une formation en travail social en 2007 et devient fonctionnaire,.
En 2015, alors que les agriculteurs augmentent leur cheptel en prévision d'un système de droits sur le phosphate, elle lance une campagne sur Facebook pour protester contre cette mesure. L'abolition d'un quota laitier européen cette année-là avait conduit les Pays-Bas à dépasser la limite autorisée en matière de phosphate. Femke Wiersma devient ensuite lobbyiste pour Netwerk GRONDig, société représentant les producteurs laitiers extensifs. À partir de 2016, elle est successivement conseillère politique pour le Vereniging Behoud Boer & Milieu (agriculture circulaire) et le Dutch Dairy Farmers' Union,.
Lors de la fondation du Mouvement agriculteur-citoyen (BBB) en 2019, Femke Wiersma devient membre de son conseil d'administration. Elle se présente aux élections législatives de 2021, en deuxième position, derrière la cheffe du parti Caroline van der Plas. Femke Wiersma n'est pas élue mais travaille ensuite pour le BBB au Parlement,.
En 2021, elle participe à la création d'une section du BBB en Frise. Elle est élue aux élections provinciales de 2023. En juillet de la même année, le BBB soutient un accord de coalition avec l'Appel chrétien-démocrate, l'Union chrétienne et le Parti national frison. Femke Wiersma rejoint l'exécutif provincial, chargée de l'agriculture, de la ruralité et du patrimoine,. Dans le cadre de ses fonctions, elle met un terme à la politique provinciale sur l'azote.
En juillet 2024, elle est nommée ministre de l'Agriculture, de la Pêche, de la Nature et de la Qualité alimentaire dans le cabinet Schoof.

## Vie privée
En 2010, elle participe à la version néerlandaise de l'émission télévisée Farmer Wants a Wife, où elle rencontre l'éleveur laitier Gijsbert Bakhuisen d'Abcoude. Ils sont mariés de 2016 à 2019. Elle est mère de quatre enfants,.